# Nectria brassicae
Nectria brassicae är en svampart som beskrevs av Ellis & Sacc. 1881. Nectria brassicae ingår i släktet Nectria och familjen Nectriaceae.   Inga underarter finns listade i Catalogue of Life.